# Mes chers disparus
Mes chers disparus est une série télévisée française en six épisodes de 52 minutes, réalisée par Stéphane Kappes et diffusée du 23 décembre 2015 au 30 décembre 2015 sur France 2.

## Synopsis
Marianne Elbert, employée de mairie, femme au foyer comblée et boxeuse en club occasionnelle subissant des problèmes financiers met sa demeure principale en vente contre l'avis de ses proches, à savoir son mari José, ses enfants Claire et Félix ainsi que son parrain Jérôme. Mais très vite une chose incroyable survient : ses ancêtres décédés réapparaissent sous forme de fantômes. Plus rien ne va aller à la suite de leur apparition et les problèmes de tomber sur cette famille comme la pluie sur le sol...

## Fiche technique
- Titre : Mes chers disparus ; La Maison sur le toit (titre de travail)
- Réalisation : Stéphane Kappes
- Scénario : Barbara Grinberg, Philippe Mari et Hélène Cohen
- Décors : Vanessa Clert
- Costumes : Mélanie Gautier
- Photographie : Serge Dell Amico
- Son : Vincent Piponnier
- Musique : Xavier Berthelot
- Production : Jean-Claude Marchant, Maria Serio, Cyrille Perez et Gilles Perez
- Sociétés de production : 13 Productions et France Télévision
- Genre : comédie fantastique
- Durée : 52 minutes
- Ratio image : 1.78.1 panoramique 16/9
- Date de première diffusion :  France : 23 décembre 2015 et le 30 décembre 2015 sur (France 2)

## Distribution
- Jean-Baptiste Maunier : Alphonse Elbert (épisodes 1 à 3)
- Sophie Le Tellier : Marianne Elbert
- Arnaud Lechien : José Portal
- Sandra Nkake : Brigitte Elbert
- Zacharie Chasseriaud : Félix Elbert
- Marie Petiot : Claire Elbert
- Fanny Roger : Babette
- Loup-Denis Elion : Georges Elbert (épisodes 4 à 6)
- Thomas Jouannet : Victor Mayence
- Avy Marciano : Malouin
- Francis Perrin : Gérard Rebec
- Marie-Christine Adam : Solange Rebec
- Hubert Saint-Macary : Jérôme
- Catherine Arditi : Marie Elbert (épisodes 1 à 5)
- Fred Tournaire : Francis

## Tournage
Le tournage a eu lieu à Aix-en-Provence du 28 novembre 2012 au 20 mars 2013.
Le film a été sélectionné au Festival du film de télévision de Luchon 2014.

## Épisodes
1. Changer de vie ?
2. Être ou ne pas être... père !
3. Vaincre sans combattre ?
4. Aimer sans mentir ?
5. Vivre sa vie... à quel prix ?
6. Partir, revenir ?

## Audiences
- Le premier épisode a attiré près de 2 044 000 téléspectateurs soit 8,3 % de part de marché. Les second et troisième épisodes ont eu une moyenne de 1 600 000 téléspectateurs pour le reste de la soirée du 23 décembre 2015[4].
- Les trois derniers épisodes diffusés le 30 décembre 2015 ont rassemblé en moyenne 1,2 million de téléspectateurs soit 5,7 % du public de quatre ans et plus jusqu'à 23 h 15[5].

## DVD
- L'intégrale de la série est disponible en coffret 2 DVD sur le site du producteur et distributeur 13 Productions[6].